# Sauveterre (Tarn i Garonna)
Sauveterre – miejscowość i gmina we Francji, w regionie Oksytania, w departamencie Tarn i Garonna.
Według danych na rok 1990 gminę zamieszkiwały 204 osoby, a gęstość zaludnienia wynosiła 12 osób/km² (wśród 3020 gmin regionu Midi-Pyrénées Sauveterre plasuje się na 859. miejscu pod względem liczby ludności, natomiast pod względem powierzchni na miejscu 674.).